# Jainisme

El símbol del jainisme

El jainisme és una religió índia. La seva història i els seus orígens espirituals es remunten a una successió de 24 tirthankares (‘obridors de camins'). El primer tirthankara del cicle temporal actual hauria estat Rishabhanatha, que, segons la tradició, hauria viscut milions d'anys enrere; el vint-i-tresè, Parshvanatha, que els historiadors situen en el segle ix aC; i el vint-i-quatrè, Mahavira, del segle vi aC.
Va viure una forta embranzida al segle vi aC, amb Vardhamana Jnatiputra o Nataputta Mahavira (599 aC - 527 aC), dit Jina (victoriós), d'on prové el mot «jainisme». Es tracta d'una tradició nastika (no teista) i que no reconeix l'autoritat dels textos Veda ni dels brahmans. Juntament amb l'hinduisme i el budisme, és una de les tres tradicions religioses més antigues de l'Índia encara en existència.
Té uns quatre milions de creients, principalment a l'Índia, i és la sisena en nombre de fidels entre les tradicions religioses de l'estat (un 0,4% de la població). En l'actualitat, el jainisme és present a l'Índia oriental (Bengala), centre occidental (Rajasthan, Maharashtra i Gujarat) i meridional (Karnataka). Tot i que els jainistes apareixen disseminats en altres parts de l'Índia, les grans comunitats jaines s'aglutinen en aquestes regions. La recent migració d'indis a altres països, principalment de parla anglesa, n'ha estès la pràctica a moltes nacions del Commonwealth i als Estats Units. Malgrat que no hi ha estadístiques exactes, s'estima que són al voltant de 100.000 els seguidors del jainisme a fora de l'Índia.
Encara que els jainistes només representen una part petita de la població índia, tenen un pes econòmic i social molt important; bona part de la banca, la joieria i la indústria editorial índia és a les seves mans. Probablement, l'àmbit en què el jainisme assoleix més influència sigui el cultural. Ha fet importants contribucions a la filosofia índia i la lògica, art i arquitectura, la matemàtica, astronomia i l'astrologia i la literatura. Va ser clau per al desenvolupament de l'art índic i també fou molt important l'aportació de sàvies i savis jainistes a la literatura de diverses llengües del continent índic, com la llengua kannada, la guajarati, la marathi i especialment la llengua tàmil, en què és famós el Kural del poeta Tiruvalluvar, conegut per tots els habitants del sud de l'Índia.

## Orígens

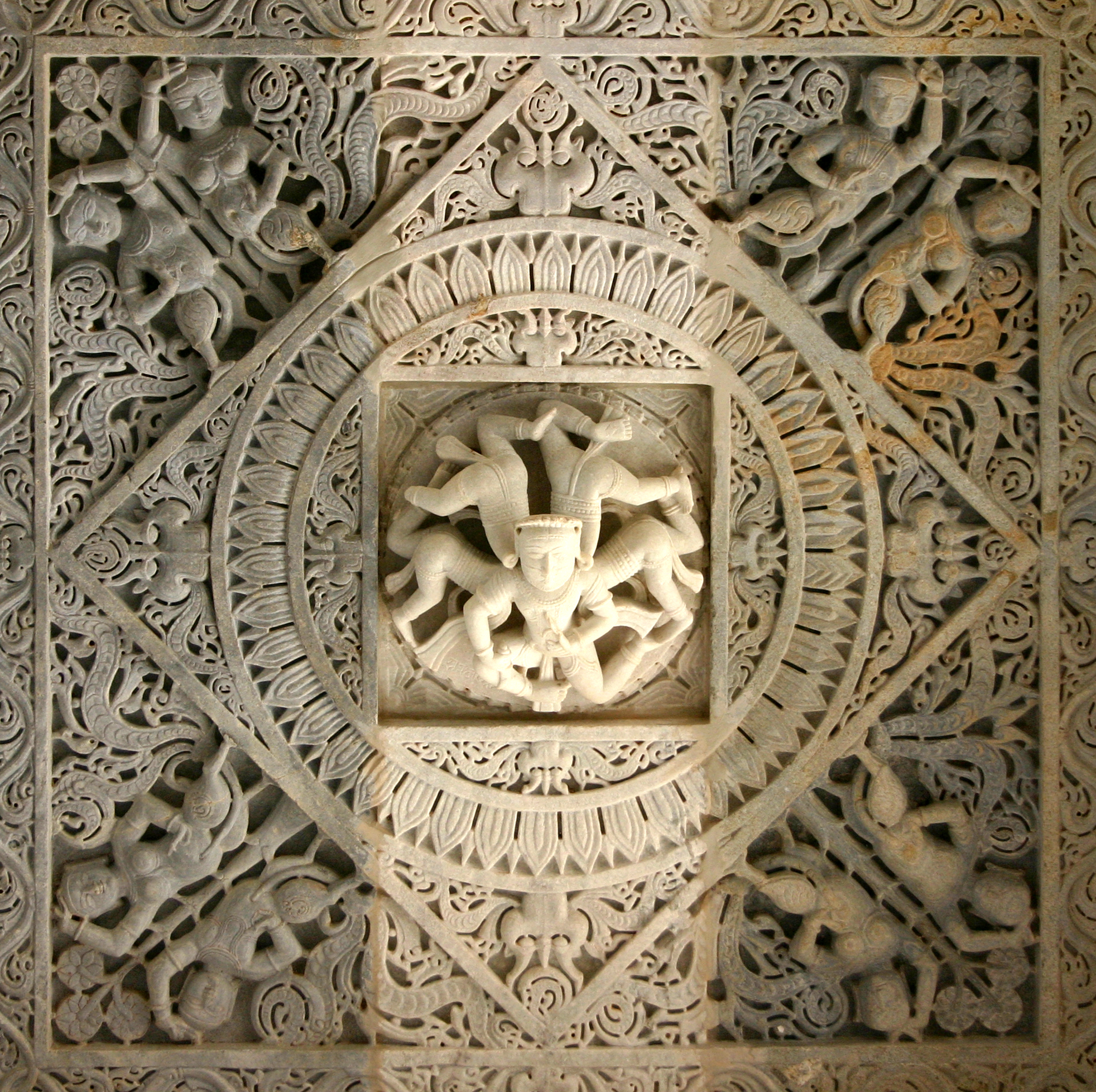
Detall ornamental al temple jainista de Rankpur (Rajasthan, Índia).

Originari del subcontinent indi, el jainisme, o més apropiadament el dharma jainista, prové probablement de corrents iòguics i ascètics del Nord de l'Índia. Encara que no es coneix bé l'origen del jainisme, per a molts dels seus seguidors és una de les religions més antigues, perquè els seus orígens prehistòrics datarien d'abans del 3000 aC i dels inicis de la cultura índica del riu Indus. El jainisme resulta un moviment de reforma i restauració de certs corrents del bramanisme impulsat per Mahavira. En el Matsya Purāna (24, 47) s'esmenta el jina-dharma, la doctrina dels jainistes. Junt amb el budisme, el jainisme va ser fonamental en la configuració de la cultura iòguica i de renúncia, que genèricament es va anomenar sramànica.
El jainisme s'ha desenvolupat històricament amb les tradicions de l'hinduisme i el budisme en una relació a voltes de germanor, a voltes de rivalitat. El jainisme, juntament amb el budisme, va desenvolupar una crítica al bramanisme, al seu ritualisme i sacrifici d'animals, a l'autoritat dels Vedes i dels bramans. A diferència del budisme, que va desaparèixer del continent indi, el jainisme va poder mantenir-ne la identitat, probablement pel pes d'una comunitat monacal i laica ben conformada i molt relacionada amb el comerç i també per cert grau d'hinduïtzació.
El jainisme és excepcional en el fet que, al llarg de la seva història, mai no ha transigit en el concepte de la no-violència ni en el principi ni en la pràctica. Sosté que la no-violència és la suprema religió (ahimsa Paramo-dharma) i ha insistit en la seva observança en pensament, paraula i acció a nivell individual i social. El text sagrat Tattvartha Sutra ho resumeix amb la frase parasparopagraho jivanam (tota la vida se sustenta mútuament). També Mahavira en Acaranga (4 / 23) diu: No matis a cap ésser viu. No tractis de governar-los.

## Divisions
A la mort del fundador Mahavira el jainisme es dividí en dos sectes:
- Digambara (‘els vestits de cel blau’): Solen anar nuets excepte quan van en públic, que vesteixen de blau. Estan més presents al sud de l'Índia.[16] Són més estrictes que els svetambara.[14]
- Svetambara (‘els vestits de blanc’)[17] Solen viure pel nord de l'Índia.[14]

## Teologia
Els principals conceptes del jainisme són els d'ahimsa (no-violència) i el de karma. Consideren l'univers com quelcom etern, mai creat, sense inici i sense fi, però que, periòdicament, passa per diferents cicles còsmics; l'actual estadi seria de declivi i en el darrer hi hauria un reinici.
Creuen que la realitat està composta per dos principis eterns: Jiva, l'esperit, i Ajiva, el no-esperit o la matèria en forma de temps, espai i moviment. Qualsevol contacte entre aquests dos principis és l'origen del sofriment, del qual no es pot escapar amb les successives reencarnacions ni tan sols amb els bons actes. Hi ha tants esperits jiva com éssers vius jiva. Els esperits estan encarnats en un ésser humà, una planta, un animal, un ésser angèlic, o una vida dels vents, les aigües o els focs. El samsara és el flux d'existència infinit d'aquests esperits encarnats.
Mokxa és l'alliberament, que implica una evasió del mecanisme de causa i efecte (karma) i la seva destrucció. Els déus només tenen capacitat d'influir, no estan revestits d'omnipotència i no poden escapar del cicle vital, fins i tot han d'encarnar-se prèviament en humans i arribar a monjo per tal d'aconseguir el mokxa.
Per respectar el concepte de la no-violència, a més de practicar el vegetarianisme, exclouen altres aliments com la major part de les arrels (podria morir algun animal en arrencar-les) i l'all i la ceba (considerats com excitants). Procuren no moure's de nit per no matar accidentalment cap ésser vivent.
El codi moral jainista es fonamenta en el rebuig a la violència, la mentida, el robatori, la possessió i la sexualitat; així, existeix el celibat absolut per als monjos. En general, però, els laics jainistes tenen uns costums més relaxats i tolerants que els monjos.
Un altre aspecte important n'és el concepte de dana, generalment traduït com a 'generositat' o 'donació'. Una de les expressions pràctiques del dana és la construcció d'albergs, hospitals, escoles o dispensaris per als jiva necessitats, tant humans com animals. Es tracta del desenvolupament jainista de la idea de la karuma o compassió.
La comunitat jainista distingeix entre monjos (Yati) i laics (Srãvaka). Els monjos se sotmeten a una disciplina ascètica superior a la dels laics, encara que no exerceixen el monopoli de la religió. Viuen en un jina-sadman (monestir jainista). Un jina-rshi (asceta jainista) assumeix quatre vots: la no-violència, la sinceritat, la rectitud i la renúncia a les coses i a les persones. Hi ha un lligam estret entre els fidels ascètics monacals i la gran massa laica que manté als primers amb donacions. Entre les estrictes regles dels ascetes, hi ha demanar almoina i renunciar a les propietats. Però l'asceta no ha de renunciar mai a coses sense les quals pot progressar espiritualment. En conseqüència, no ha de renunciar al cos i ha d'alimentar-se prou bé per mantenir-lo, perquè només a través del cos pot obtenir l'alliberament. Tampoc no ha de renunciar al guru, perquè sense les seves ensenyances no pot caminar cap al mokxa, ni a la disciplina imprescindible per a fer el camí, ni a l'estudi dels textos sagrats. Però fora d'això —el cos, el guru, la disciplina i l'estudi— no han de posseir res. Les dones ascetes viuen sota les mateixes regles i han de visitar les cases dels fidels i veure que les mares i filles siguin educades adequadament.
Les dues principals branques monacals del jainisme són la Svetambara i els Digambara, que es van separar a la fi del segle primer. Cadascuna, més tard, va desenvolupar el seu propi cànon d'escriptures. Els Digambara, que literalment vol dir "vestits del cel", practiquen el nudisme com a signe de despreniment total de tots els béns terrestres. Només posseeixen dos objectes: una escombra de plomes de paó i un pot per l'aigua. Dediquen la vida al dejuni, a les mortificacions i a la meditació, amb l'objectiu de desfer-se del karma. Els Digambara sostenen que les dones han de tornar a néixer encarnant-se en homes abans que puguin assolir la mokxa. Es pensa que els monjos Digambara són el que són citats com els gymnosophos (savis nus) que van conèixer els grecs en el temps de l'expedició d'Alexandre Magne a l'Índia.
Els Svetambara, que creuen en la igualtat entre sexes, són més moderats, viuen mantenint unes poques possessions, com una túnica, un bol, una escombreta i un mukhavastrika (un tros de tela per a protegir-se la boca contra la ingestió de petits insectes).

### Concepte delkarma
Karma, en el jainisme, té un significat diferent del que comunament s'entén en la filosofia hindú i la civilització occidental. No es tracta de la força anomenada inaccessible que controla el destí dels éssers vius d'una manera inexplicable. Al jainisme el karma s'entén com un complex de la matèria molt fina, imperceptible als sentits, que interacciona amb l'ànima en la intensitat i la quantitat proporcional als pensaments, la parla i l'acció duta a terme en la vida. Els efectes del karma en el jainisme són importants, perquè són bàsicament una reacció a causa de l'afecció o l'aversió amb la qual es realitza en acte o en pensament una activitat o idea. Quan s'actua sense afecció ni aversió, no es dona més unió kàrmica de l'ànima. El jainisme prescriu principalment dos mètodes per a la desconnexió dels karmes acumulats per l'ànima.
- Mètode passiu – Es tracta de permetre que els karmes passats madurin el moment oportú i d'experimentar-ne els resultats, tant els bons com els dolents, amb equanimitat. Si els fruits dels karmes passats són rebuts amb agitació, llavors l'ànima guanya lligams kàrmics. Per tant, una persona ha de practicar l'equanimitat en totes les circumstàncies per millorar.
- Mètode actiu — És practicar l'austeritat, tant interna com externa, per tal d'accelerar el procés de maduració, així com, la reducció dels efectes produïts.

L'austeritat interna inclou:
1. Expiació dels actes pecaminosos.
2. Pràctica de la cortesia i humilitat.
3. Servei als altres, especialment monjos, monges, els ancians i les ànimes més febles sense cap expectativa de retorn.
4. Estudi de les escriptures, el qüestionament i l'ampliació del coneixement espiritual.
5. L'abandonament de les passions -especialment la ira, l'ego, l'engany i la cobdícia.
6. Meditació.

Les austeritats externes estan destinades a la disciplina dels desitjos sensuals. Són les següents:
1. El dejuni.
2. Menjar menys de la dieta normal.
3. Abstenir-se del menjar saborós i estimulant.
4. La pràctica de la humilitat i agraïment -per buscar ajuda sense tendències egoistes.
5. La pràctica de la solitud i la introspecció.
6. Exigència del domini del cos.

### Concepte de l'ahimsa
Respecte al concepte d'ahimsa, en el context jainista, aquest significaria alguna cosa més que "no-violència", més aviat es tracta d'una actitud de no fer cap mal a cap ésser viu ni a un mateix. Es tracta d'un tret fonamental en tota la història del jainisme i que esdevindria una virtut clau en un estil de vida jaina. L'ahimsa té a veure amb el conreu de valors com la pau, la benevolència, la compassió i la caritat envers la resta d'éssers vius. En el context religiós indi, l'ahimsa té a veure amb les pràctiques de renúncia i abstenció com a manera de purificació interna, que simbolitza l'autonomia plena de la persona que renuncia i la seva transcendència del desig i l'afecció. En el jainisme també té a veure amb la comprensió naturalista de l'entorn i amb el potencial d'alliberament de tots els jiva presents en els éssers vius. No ferir-los vol dir també purificar-se internament i relligar-se amb totes les formes d'existència i augmentar la qualitat moral de tota la comunitat biosocial.

### Escriptures sagrades
Les escriptures canòniques del jainisme reben del nom de Siddhanta, compendi de 45 llibres dels quals els textos més representatius són: el Sutrakritanga, el Uttaradyayana-sutra, el Sutra Prajnapana, el Nanti-sutra, l'Anuyogadvara i el Vyakhya-Prajnapti. La tasca de sistematitzar els ensenyaments jainistes, la feu Umasvati-also, considerat un dels grans filòsofs de l'Índia. Es creu que va viure cap al segle ii, encara que algunes fonts el situen més tard en el temps. Anteriorment, era comú a l'Índia que les escriptures es transmetessin de manera oral.
A mitjan segle v, es va realitzar El Concili de Valabhi, en què es feu una revisió crítica de les escriptures sota la iniciativa de Devarddigamin, el Buddhaghosa (reconegut comentarista del Cànon Pali) dels jainistes. Amb això, es va fixar el Siddhanta, l'escriptura autoritzada.
Es creu que existien obres més antigues que s'han perdut. Els jainistes són particularment reservats pel que fa als seus llibres sagrats; hi ha obres mestres de la literatura entre els digambar pendents de publicar.

## Jinas
Un arhat és un ésser que ha assolit l'enteniment profund amb relació a la veritable naturalesa de l'existència, que ha assolit el nirvana i, en conseqüència, ja no tornarà a néixer. Un arhat es destaca dels 24 jinas (victoriosos) principals, que van viure en cadascun dels tres ava-sarpinīs (períodes descendents de llarga durada), que estan dividits en sis etapes: bo-bo, bo, bo-dolent, dolent-bo, dolent, dolent-dolent. Els ava-sarpinīs alternen amb els ut-sarpinī, llargs períodes ascendents; en aquests, les etapes comencen per dolent-dolent i acaben amb bo-bo.
Segons el jainisme, hi ha 24 jinas o guies omniscients. Els darrers il·luminats dels quals hi ha proves històriques raonables de la seva existència són Parsva, del segle viii aC i Mahavira (550-470 aC) considerats jina o vencedors o tirthankara (constructors de guals). Un jina és aquell que va vèncer les passions, va assolir la il·luminació i va predicar el camí jaina o gual que porta a l'emancipació. Parsva va fundar una comunitat basada en l'abandonament de les preocupacions mundanes. Es creu que Mahavira va viure a Bihar poc temps abans de l'època de Buda. Encara que es parla de Mahavira com a fundador del jainisme, es considera que aquesta tradició no té un fundador reconegut, ni des d'un punt de vista jainista ni tampoc des de la visió historiogràfica convencional. Mahavira no va institucionalitzar cap nova religió, encara que sí que va reorganitzar antics ordes ascètics i va donar-ne coherència a algunes de les pràctiques i doctrines essencials.
Els tirthankara reben un culte consistent en ofrenes d'encens, flors i herbes aromàtiques.
El fet que s'esmenti el jain-dharma en alguns purānas podria demostrar que els textos vèdics no són tan antics com pretenen els erudits hinduistes.

## Doctrina

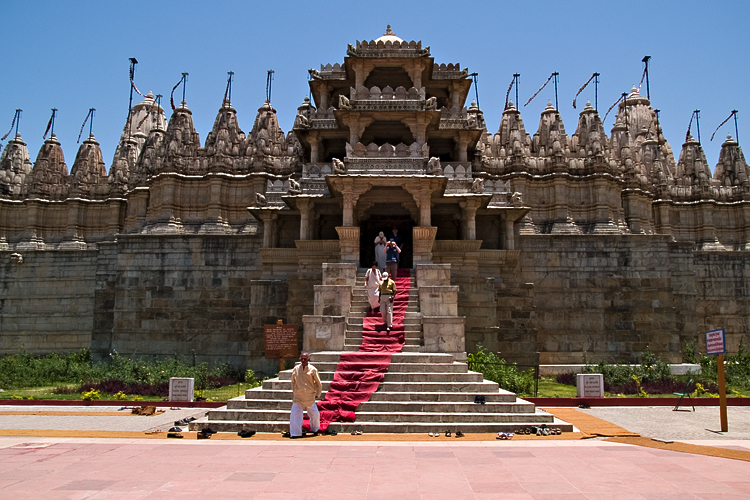
Entrada a l'ampli temple jainista de Rankpur (Rajasthan, Índia).

La religió jaina té una cosmologia i un sistema de creences molt elaborats; ple de noms, categories, classes, jerarquies, graus, ordres, entre d'altres.
- Ateisme. El món és etern i no té principi. No existeix una divinitat personal, i totes les possibles divinitats, com les ànimes dels perfectes arhat (divinitats humanes), no són emanació ni manifestació de cap divinitat apofàtica ni de cap unitat (el Tot o Absolut), conceptes i realitats que són igualment negats i rebutjats en el jainisme, juntament amb la d'un déu creador.
- Monisme. Tota la realitat és vida. Per al jainisme, l'univers és una totalitat vivent; tot ésser té una ànima, més o menys complexa, diàfana o pesant. Des de la terra o el vent, els insectes o els mamífers, tots els éssers reflecteixen l'univers i són dignes de respecte. El pecat més gran per al jainisme és causar dany a un ésser viu, encara que també cal evitar fer mal a la terra o a les ànimes de l'aigua o l'aire.

En coherència amb l'anterior, els jainistes practiquen la no-violència, el dejuni i la mortificació del propi cos. Amb aquestes activitats, esperen descarregar la seva ànima del pes de la matèria kàrmica i evitar posteriors reencarnacions.
La religió jaina presenta una perspectiva igualitària de les ànimes, sense importar les diferències en la forma física: humans, animals, i organismes vivents microscòpics. Els humans són els únics posseïdors dels sis sentits: vista, oïda, gust, olfacte, tacte i pensament; per tant, dels humans s'espera que actuïn amb responsabilitat cap a tota la vida sent compassius, sense egoisme, sense por, racionals i misericordiosos.
Des del punt de vista epistemològic, el jainisme és relativista; defensa que el coneixement del món només pot ser aproximat i que, amb el temps, fins i tot la seva pròpia religió acabarà per desaparèixer. La idea anomenada anekantavada és que qualsevol afirmació feta de la realitat és sempre parcial, i ho és perquè prové d'un punt de vista contingent. La realitat és, doncs, inconcebible i inexpressable. L'anekantavada és un reconeixement de les limitacions imposades pel llenguatge i l'intel·lecte. Està relacionada amb la idea moderna de pluralisme.

## Codi de conducta

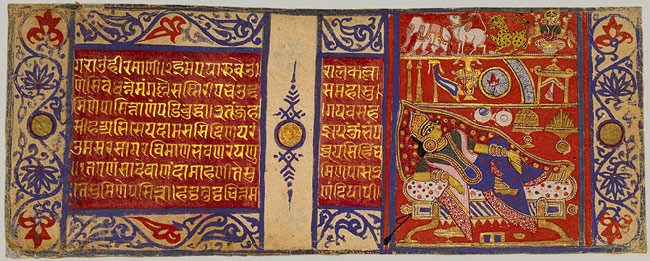
Els catorze somnis propicis de la mare de Jina', pàgina d'un kalpa sutra o Llibre de rituals dispersat (c. 1465).

Els jina-kalpa són les ordenances practicades pels jinas i estan oposades a la dels sthaviras. Consisteixen en cinc vots seguits amb més profunditat per als monjos i les monges, però també per als laics:
- Ahimsa (no-violència vers qualsevol forma d'ésser viu).
- Satya (veracitat).
- Asteya (no robar).
- Brahmacharya (castedat).
- Aparigraha (desinterès d'allò material).

La religió jaina posa molta atenció en l'aparigraha, el desinterès per les coses materials i les possessions mitjançant el control d'un mateix, especialment per als laics; l'aparigraha per a les monges i monjos sol significar la renúncia a reconèixer res com a propi. També es practica la penitència, l'abstenció de la indulgència, la limitació voluntària de les necessitats amb la dieta i el dejuni i la consegüent disminució de l'agressivitat. En el cas dels monjos inclou l'abstinència sexual. També hi ha un seguit de pràctiques meditatives com la contemplació i l'estudi i el culte als jina, destinats a aturar l'influx del karma.

## Festes del jainisme

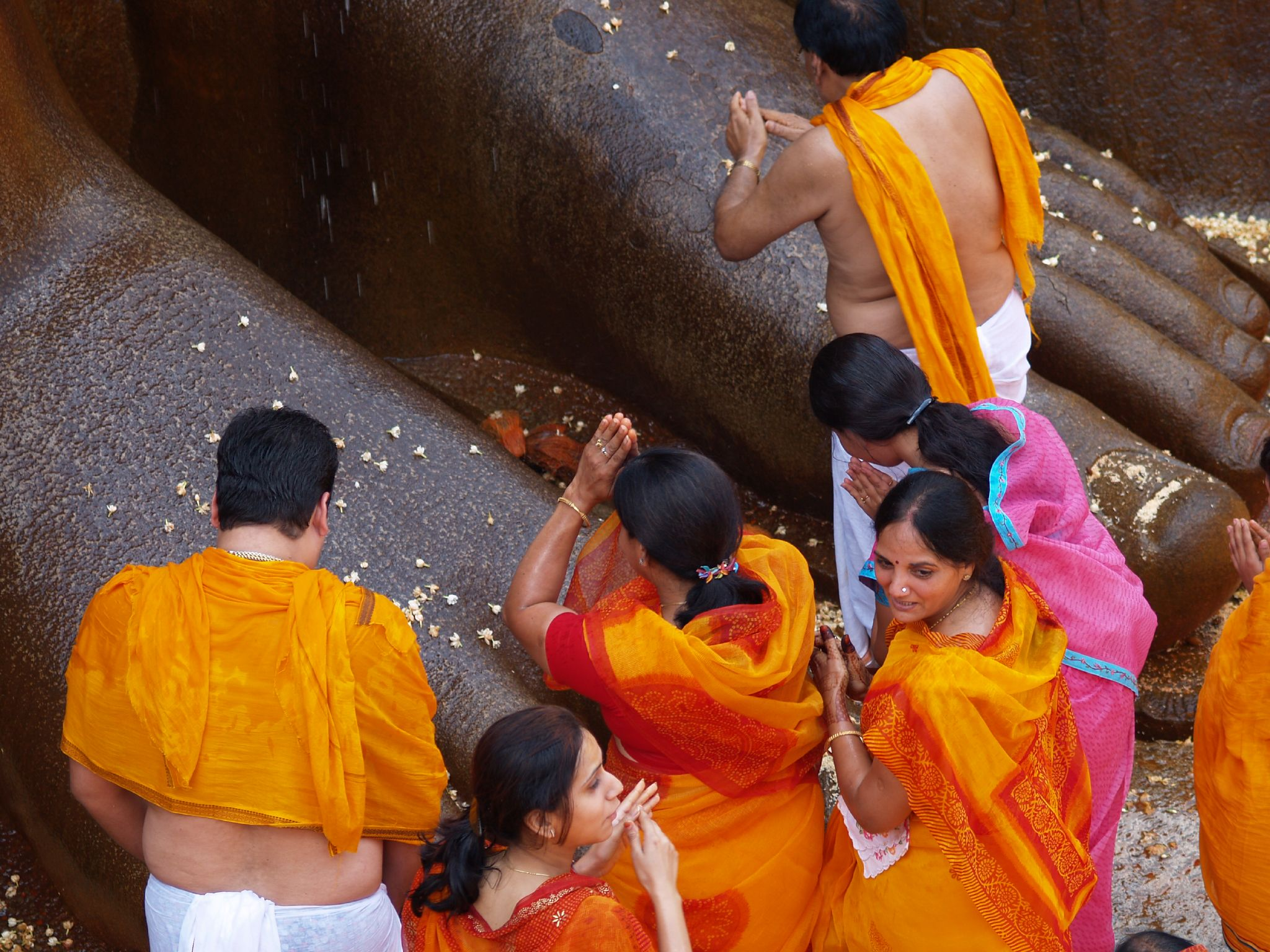
Pregant al peu de l'estàtua Bahubali.

Els jainistes, igual que altres grups religiosos, gaudeixen de diverses festes i celebracions, amb diferents funcions socials i religioses a l'any.
- Paryushan: és una de les festes importants del jainisme i és respectada i seguida també per la població no fidel d'aquesta tradició, especialment a l'Índia. Se celebra l'observació religiosa de les deu virtuts universals de la vida pràctica diària. Es tracta d'una autopurificació i elevació, que té per objectiu adherir-se a la pràctica virtuosa en la vida quotidiana, i retrobar el bon camí, que en darrera instància porta a la salvació. Sol caure a final d'agost o inici de setembre; s'inicia a partir del dia dotze del cicle quinzenal de la lluna minvant i acaba en el dia catorze dels del cicle quinzenal de lluna creixent. Això és, generalment, una temporada de pluges en algunes zones del nord de l'Índia. Durant aquest període de vuit o deu dies, els erudits, monjos de la comunitat Jain, ensenyen filosofia jaina i fan sermons als temples. Els fidels durant aquest període practiquen l'austeritat, el dejuni, i limiten les seves activitats normals per tal de reduir el dany a la resta d'éssers vius. A final de les festivitats, es realitza una reflexió sobre el passat, en què s'anima els fidels a demanar el perdó pels possibles pecats. Per als jainistes, són temps de pau, de benestar i de felicitat. La vigília d'aquesta festa, totes les activitats relacionades amb la discòrdia social i l'amargor són declarades tabú des dels púlpits dels temples. El missatge jainista de la celebració seria: ”viu i deixa viure". Es tracta d'una festivitat amb molta tradició històrica, els orígens de la qual es remunten als inicis o, fins i tot, abans de la mateixa tradició jainista.[19]
- Mahavir Jayanti: s'hi celebra el naixement de Mahavira l'últim thirthankar. Se celebra el tretzè dia de la quinzena de la lluna creixent, al mes de Chaitra. Aquest dia té lloc a final de març o principi d'abril en el calendari gregorià.[20] El Mahavir Jayanti se celebra durant el període de 8 dies sants del "Paryushan". Durant aquest període, es llegeixen els passatges de la història de la vida de Mahavira del Kalpa Sutra. No és un dia de festes pomposes, sinó que els fidels estan en oració i adoració silenciosa, d'acord amb els ensenyaments de Mahavira de l'austeritat i la renúncia. Es realitzen processons pacífiques, i els líders religiosos jainistes passen aquest dia en solitud.[21]
- Dia de la Independència (Deepavali o festival de les llums): se celebra el dia de lluna nova de Kartik, normalment a final d'octubre o principi de novembre en el calendari gregorià. En la nit d'aquest dia, Mahavira va assolir l'alliberament. Durant la nit del Dia de la Independència, es reciten himnes sagrats i la meditació es fa al voltant de la figura de Mahavira. I el mateix dia se celebra el seu Any Nou.
- Ashadh Chaturdasi: es fa el dia catorzè de la quinzena de la lluna creixent, al mes d'Ashad. Els monjos i monges jainistes romanen durant quatre mesos i fan sermons diaris, duent a terme cerimònies religioses; s'incentiva la pràctica de la renúncia i l'austeritat.[19]
- Shrutha panchami o Panchami Gyan és el cinquè dia de la quinzena de la lluna creixent de Kartik (per tant, el cinquè dia després del Dia de la Independència). Aquest dia està dedicat al culte del coneixement pur. En aquest dia, els llibres conservats a les biblioteques religioses es netegen i s'estudien. Es dedica el dia a l'adoració, el dejuni, recitació sagrada de textos i la meditació.[19]
- A banda de la Mahavir Jayanti i el Dia de la Independència, al sud de l'Índia, els jainistes tàmils de la rama digambar també celebren l'Any Nou Tamil, el Pongal (festival de la collita), i l'Avani Avittam (la renovació d'allò sagrat) semblant a la majoria dels tàmils.

## Aportacions del jainisme
El jainisme és important per les seves aportacions a la cultura universal. Van ser potser els primers a proposar el ioga de caràcter universal, ja fa més de vint segles. També aportaren idees importants a les filosofies i religions del sud de l'Àsia, com les de karma i samsara. La idea de jina és un antecedent de la hindú d'avatar o encarnació divina.
És clau també la seva aportació en la idea de la no-violència en el sentit de no fer mal a cap dels éssers vius. Aquesta idea fou, més tard, elevada a virtut pel bramanisme que, amb el temps, va reformar el vell sistema basat en sacrificis d'animals. També destaca la influència que tingué en Mahatma Gandhi i els seus deixebles.
El jainisme és important també en la universalització del vegetarianisme. El vegetarianisme és una manera de vida per a un jainista, i en té l'origen en el concepte de jiva daya, la compassió pels éssers vius, i l'a-himsá, la no-violència. La pràctica del vegetarianisme és vista com un instrument per a la pràctica de la no-violència i la coexistència pacífica i cooperativa.
Els jainistes són vegetarians estrictes, cosa que es coneix com a dieta vegana, i consumeixen solament éssers sense sentits, sense sistema nerviós, principalment del regne vegetal. Si bé la dieta jainista implica l'anihilament de les plantes, això es veu com la manera de sobreviure que causa el mínim de violència cap als éssers vius. Moltes formes vegetals com fruites o arrels són més ben considerades pel jainisme com a aliment per comportar simplement l'extracció d'una part de la planta i no la seva total destrucció.